# 近鉄2000系電車
近鉄2000系電車（きんてつ2000けいでんしゃ）とは、近畿日本鉄道（近鉄）が保有する電車（一般車両）である。名古屋線に残っていた旧性能車の代替として1978年から1979年にかけて3両編成12本が製造された。
2000系2013Fを改造した観光列車「つどい」の2013系については近鉄2013系電車で紹介する。

## 編成
1C8M制御・MT比2M1Tによる3両編成で、1978年3月31日に2001F・2003F、1979年3月15日に2005F - 2013F、1979年9月18日に2015F - 2023Fの3次に渡って製造された。電算記号はXT（XT01 - XT12）。
なお、2000形という形式番号は過去に1930年製の参急デニ2000形、次に1948年製の大阪線用・運輸省規格型20m3扉車で使用されており、本系列は3代目ということになる。
| ← 近鉄名古屋鳥羽 → |                     |                      |
| Tc ク2100形        | M モ2000形 （奇数） | Mc モ2000形 （偶数） |

## 構造

### 車体
当初から冷房装置を搭載して製造されたため、車体は同時期に製造されていた2800系2815F以降と同一である。
当時の近鉄では、全面ガラスのくもり止めに枠付きのデフロスタを使用していたが、本系列では、熱線入り合わせガラスを採用している。また、側面には当初から列車種別表示機が搭載され、後に1回目の更新で方向幕に交換された。

### 主要機器
主電動機と一部の台車については廃車となった特急車10100系「ビスタII世」より流用された。
主電動機は10100系（2代目ビスタカー）の廃車発生品を出力増強（125 kW→132 kW）の上で流用している一方で、主制御器は1C8M制御の日立製作所MMC-HTB-20E型が新製されモ2000形奇数車（M車）に搭載。集電装置はモ2000形奇数車（M車）に2基搭載されたが、1979年の増備車両は新造品の下枠交差形に変更された。
空気圧縮機はク2100形、補助電源の電動発電機はモ2000形奇数車に搭載した。空気圧縮機はHS-10をTc車に2台、電動発電機はMc車に出力120kVAの三菱製MG-130Sを搭載する。また、当初から電動空気圧縮機に除湿装置を備えている。
台車は流用品、新造品を問わずにいずれも近畿車輛製の空気ばね台車であるが、制御車は10100系（2代目ビスタカー）からベローズ式KD-41J（2005F - 2023Fの制御車は後年、奈良線の廃車発生品の空気ばね台車KD-64Aに交換）、2001F・2003Fの電動車は10100系（2代目ビスタカー）からベローズ式KD-41K・KD-41Lを流用し、2005F - 2023Fの電動車は車体直結ダイヤフラム式KD-85を装着した。
性能面や制動方式は2470系や2680系と同一で、全車名古屋線用として製造されたが、大阪線運用を考慮して製造時から抑速ブレーキを備える。そのため、一部編成は当初大阪線所属の3両編成形式の冷房改造による車両不足の代走として大阪線で運用されたこともあった。

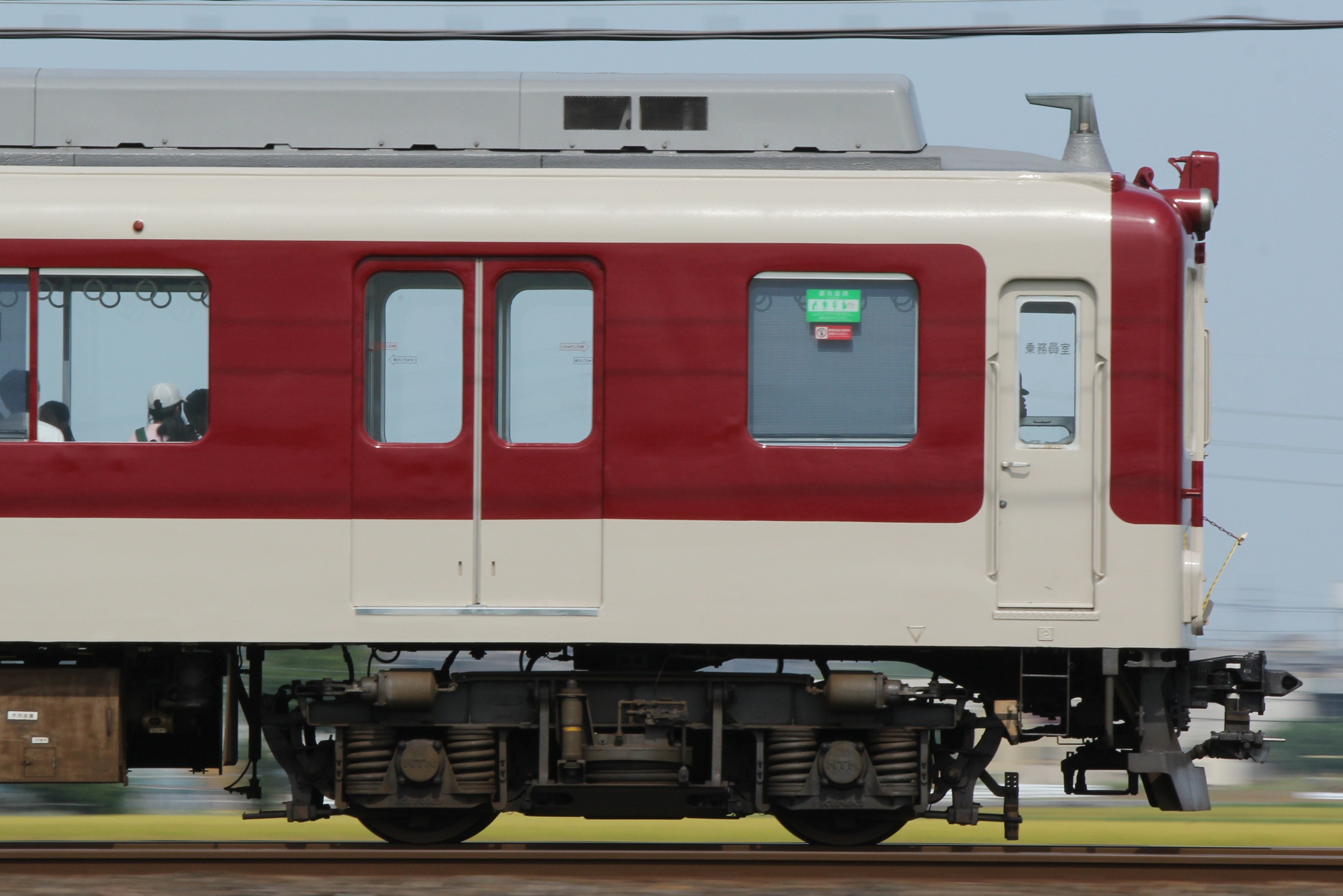
10100系から転用されたKD-41L台車

冷房装置は1両あたり10500kcal/hのものを4台搭載する。

## 改造

### ク2100形のトイレ設置
1987年に2013Fにク2100形のトイレ設置が行われた（処理方式は貯蔵タンク式）。

### 車体更新とワンマン運転対応改造
1996年から1999年にかけて全編成に車体側面の方向幕設置を中心とする車体更新、2005F - 2011F・2015F - 2023Fに乗務員室仕切り窓の小型化および仕切り扉のガラス交換を中心とするワンマン運転対応改造が行われた。

### ク2100形の台車交換
2003年に2005F - 2023Fにク2100形の台車交換が行われた。

### ワンマン機器統一工事
2007年に2021F・2023Fにワンマン表示器の追設を中心とするワンマン機器統一工事が行われた。ただし、2005F - 2011F・2015F - 2019Fは従来の方向幕とワンマン表示の併用で存置されている。

### 車体連結部の転落防止幌設置
2007年から2013年にかけて全編成に車体連結部の転落防止幌設置が行われた。

### 観光列車「つどい」への改造（2013系）

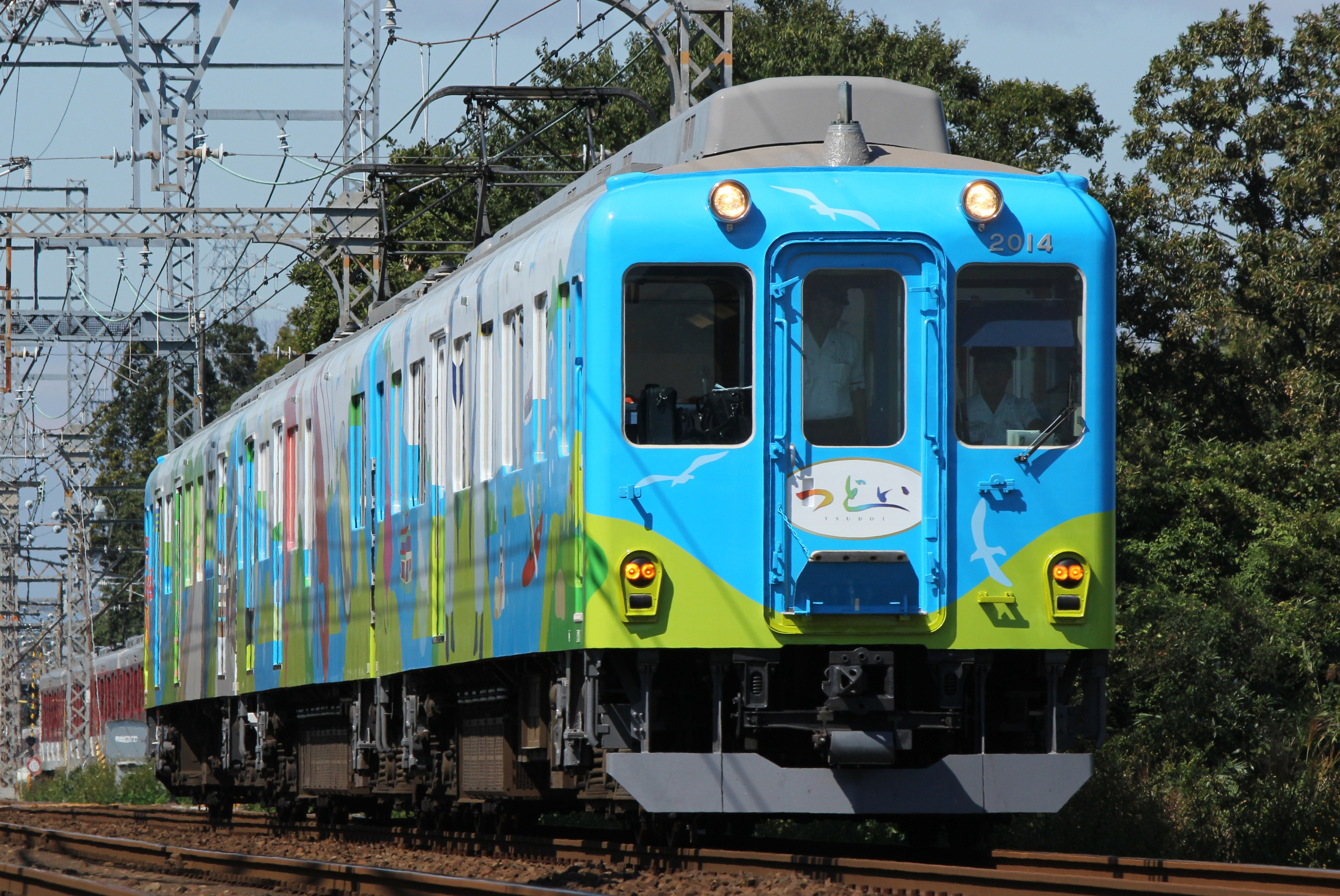
2013系「つどい」（2013年）

2013Fは2013年に観光列車「つどい」に改造され、形式も2013系に変更された。

### B更新
2014年から2019年にかけて2005F - 2011F・2015F - 2023Fに2回目の車体更新（B更新）が行われた。内容はいずれもク2100形連結側車端部の車椅子スペース設置のほか、車内の内装デザインは2009F以降が灰色系の壁面に茶色系の砂目模様の床で更新、2017年からは2610系2627FのB更新を皮切りに、灰色系の壁面に濃茶色の床、ドアや妻面が黒系の新仕様の内装デザインに変更された。 

## 運用

### 新製時の運用
2000系は通勤用旧形式車両の代替とされたため、独立した運用は設定されなかった。

### 現在の運用
- 3両編成車両
- 2000系 2005F - 2011F・2015F - 2023F

名古屋線の準急・普通を中心に運用されているほか、湯の山線・鈴鹿線のワンマン列車でも運用されている。
朝・夜間には山田線 (車掌乗務) でも運用される。

### 過去の運用
- 3両編成車両
- 2000系 2001F・2003F・2013F

名古屋線の準急・普通を中心に運用されているほか、2013Fはトイレが設置されている関係上、急行でも運用され、大阪線所属の2610系同様に名古屋線急行車の予備編成とされ、かつては大阪 - 伊勢間の快速急行で運用された時期があり、また団体貸切列車や臨時列車などで湯の山線などの通常は運転されない線区で運用された実績もあった。

## 廃車
大阪線向け2430系3両編成車の転属で置き換える形で2024年5月に2003F、6月に2001Fが廃車された。
2024年7月1日現在では2001F・2003F以外に廃車された車両は発生しておらず、2005F - 2011F・2015F - 2023Fの27両が富吉検車区に配置されている。

## アートライナー
- 2023F：名泗コンサルタント（2020年1月 - 2023年6月）
- 2005F：シー・ティー・ワイ（2018年11月 - 2022年5月）
- 2007F：シー・ティー・ワイ（2015年8月[22] - 2018年12月）
- 2015F：名泗コンサルタント（2008年8月 - 2012年5月）
- 2017F：名泗コンサルタント（2005年6月 - 2008年8月）
- 2021F：シー・ティー・ワイ（2008年6月 - 2011年10月、2011年12月 - 運行終了）
- 2023F：シー・ティー・ワイ（2005年4月 - 2008年5月）